# Kranzhorn
Le Kranzhorn est une montagne qui s’élève à 1 366 ou 1 368 m d’altitude dans les Alpes du Chiemgau, à la frontière entre l'Allemagne et l'Autriche.